# Fabio Pfohl
Fabio Pfohl (* 18. Oktober 1995 in Waldkraiburg) ist ein deutscher Eishockeyspieler, der seit November 2019 erneut bei den Grizzlys Wolfsburg aus der Deutschen Eishockey Liga (DEL) unter Vertrag steht und dort auf der Position des Verteidigers bzw. Centers spielt. Zuvor war Pfohl bereits einmal drei Jahre lang bei den Wolfsburgern aktiv und lief zudem für die Kölner Haie in der DEL auf.

## Karriere

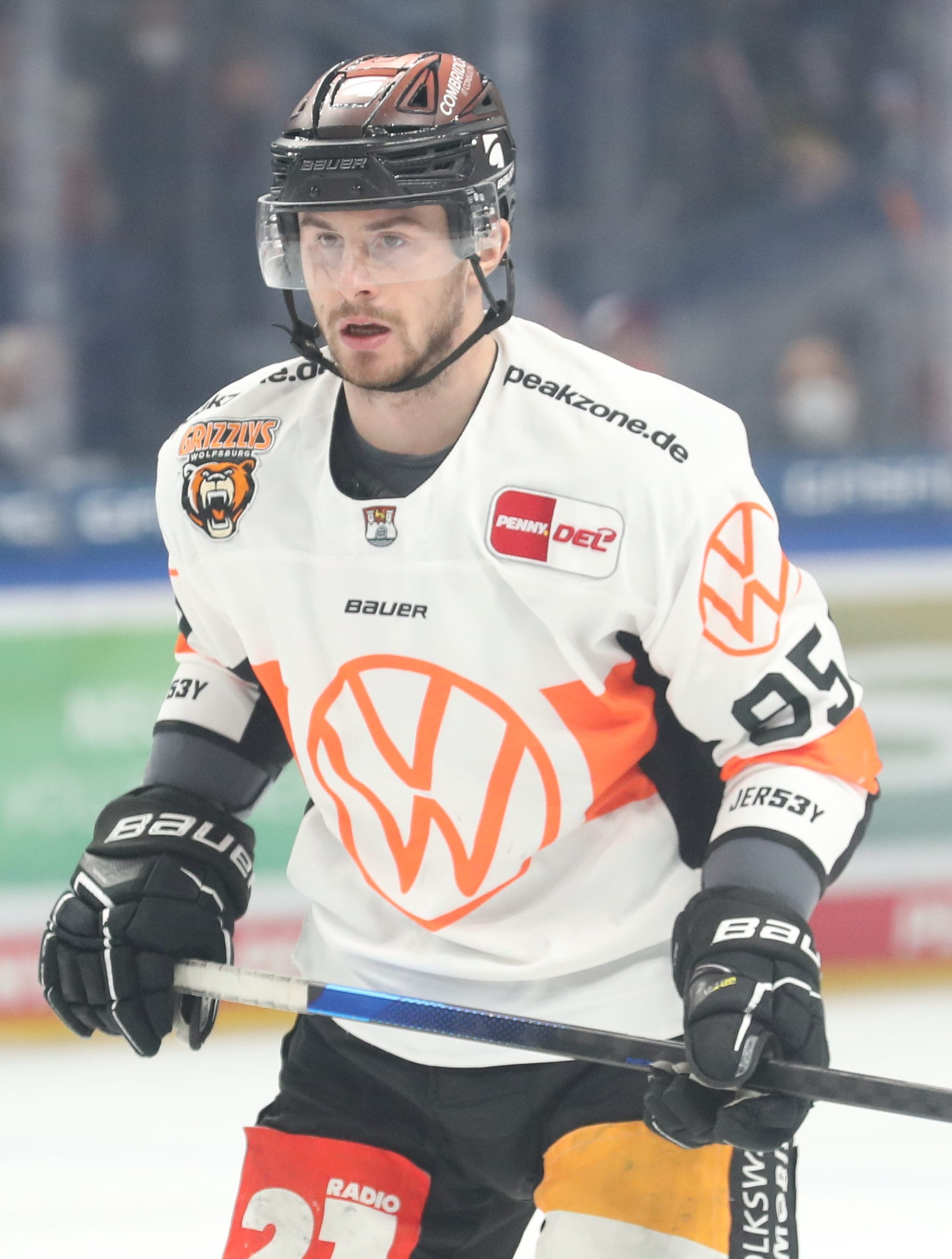
Pfohl im Trikot der Grizzlys Wolfsburg (2022)

Pfohl entstammt einer Eishockeyfamilie, die fest im EHC Waldkraiburg verankert ist: Vater, Vetter und Cousine spielten für den Verein aus der oberbayerischen Ortschaft, sein Vater war später Trainer der Herrenmannschaft. Sein Onkel saß im Vorstand des EHC, sein Großvater war Eismeister. Nach seinen Anfängen in seiner Heimat Waldkraiburg wechselte Pfohl als Jugendlicher zum EV Landshut. Die Talentspäher der Düsseldorfer EG wurden auf ihn aufmerksam und holten ihn 2011 an den Rhein. Ab 2012 spielte er für die Füchse Duisburg in der Oberliga. Erst hatte er eine zusätzliche Lizenz für die DEG, dann für den rheinischen Erzrivalen Kölner Haie. In Köln gab er im Laufe der Saison 2014/15 sein Debüt in der Deutschen Eishockey Liga (DEL).
Im April 2015 wurde Pfohl vom DEL-Verein Grizzlys Wolfsburg verpflichtet und erhielt für zusätzliche Einsätze eine Förderlizenz für die Eispiraten Crimmitschau. Er erreichte mit den Wolfsburgern im Frühjahr 2016 die DEL-Finalserie, wo man allerdings München unterlag. Im Saisonverlauf bestritt er inklusive Playoffs 65 Spiele und erzielte dabei acht Treffer und bereitete 25 Tore vor. Als Anerkennung für seine Leistungen in seiner ersten vollständigen DEL-Saison wurde Pfohl als Neuprofi des Jahres ausgezeichnet. Auch 2017 kam er mit Wolfsburg in die Endspielserie und musste sich erneut München geschlagen geben.
Zur Saison 2018/19 kehrt er nach Köln zurück. In dieser Spielzeit war er mit 27 Vorlagen der beste Vorbereiter seines Teams in der Vorrunde und mit 35 Punkte deren zweitbester Scorer. In der Spielzeit 2019/20 wechselte er nach 17 Spielen (4 Punkte) innerhalb der DEL wieder zu den Grizzlys Wolfsburg. Mit Wolfsburg qualifizierte er sich als Neunter erneut für die Playoffs, die jedoch wegen der COVID-19-Pandemie in Deutschland abgesagt wurden. In der folgenden Saison erreichte seine Mannschaft den dritten Platz in der DEL-Gruppe Nord sowie erneut die DEL-Endspielserie, welche gegen Berlin verloren wurde. Pfohl selbst konnte in den Playoffs nicht eingesetzt werden, da er verletzt war.

## Erfolge und Auszeichnungen
- 2016 DEL-Rookie des Jahres
- 2016 Deutscher Vizemeister mit den Grizzlys Wolfsburg
- 2017 Deutscher Vizemeister mit den Grizzlys Wolfsburg
- 2021 Deutscher Vizemeister mit den Grizzlys Wolfsburg

## Karrierestatistik
Stand: Ende der Saison 2024/25

### International
Vertrat Deutschland bei:
- World U-17 Hockey Challenge 2012
- U18-Junioren-Weltmeisterschaft 2013
- U20-Junioren-Weltmeisterschaft 2015

(Legende zur Spielerstatistik: Sp oder GP = absolvierte Spiele; T oder G = erzielte Tore; V oder A = erzielte Assists; Pkt oder Pts = erzielte Scorerpunkte; SM oder PIM = erhaltene Strafminuten; +/− = Plus/Minus-Bilanz; PP = erzielte Überzahltore; SH = erzielte Unterzahltore; GW = erzielte Siegtore; 1 Play-downs/Relegation; Kursiv: Statistik nicht vollständig)